# Грузијски народни ансамбл
Грузијски народни ансамбл (груз. ქართული ეროვნული ბალეტი) је прво професионално државно плесно друштво у Грузији. Основали Илико Сукхишвили и Нино Рамишвили 1945. године. Захваљујући народном ансамблу, грузијски национални плес и музика постали су познати у многим деловима света.
Током своје историје, појавио се, између осталoг, у Колосеуму, Метрополитeнској опери и Медисон сквер гардену. Миланска скала их је 1967. године примила, то је први и једини пут да је ансамбл добиo прилику да наступа на њеној позорници.
Костиме је дизајнирао Симон Вирсаладзе (1908–1989), cин оснивача, уметничког и генералног директора грузијског народног ансамбла. Његова супруга је бивша плесачица, а сада балетски мајстор. Илико Сукхишвили је главни кореограф грузијског народног ансамбла, данас. Нино Сукхишвили је заменик менаџера и костимограф.
Грузијски народни ансамбл има седамдесет плесача и мали оркестар.
Представа грузијског народног ансамбла била је инспирација писцу Тери Натиону за стварање Далекса за телевизијску серију Доктор Ху.